# Tribuna de Minas
O Tribuna de Minas é um jornal pertencente a Rede Tribuna de Comunicação.
Fundado em 1981, possui uma tiragem acima de 5.000 exemplares. Sua circulação é diária na cidade de Juiz de Fora e região.

## Prêmios
Prêmio ExxonMobil de Jornalismo (Esso)
- 2001: ganhou o Esso especial interior, concedido a Daniela Arbex, pela reportagem "Dossiê Santa Casa"[3]
- 2002: ganhou o Esso Especial Interior, concedido a Daniela Arbex, pela reportagem "Cova 32"[4]